# جوشوا شيبتيجي
جوشوا كيبروي كيبتيجي (بالإنجليزية: Joshua Kiprui Cheptegei)‏ هو عداء مسافات طويلة وماراثون أوغندي ولد في يوم 12 سبتمبر 1996 في كابشورا في أوغندا. أبرز إنجازاته كان فوزه بالميدالية الذهبية في سباق 10000 متر في بطولة العالم لألعاب القوى 2019 في الدوحة وفاز أيضاً بالميدالية الفضية في بطولة العالم لألعاب القوى 2017 في لندن. في أغسطس 2020 قام بتحطيم الرقم القياسي العالمي لسباق 5000 متر بزمن 12:37.35 في موناكو وألذي كان مسجل سابقاً باسم العداء الاثيوبي كينينيسا بيكيلي وألذي صمد ل16 سنة.

### وفاته
عثر عليه ميتا داخل سيارة في ضواحي منطقة ريفت فاليه، وقال رئيس الشرطة المحلية ستيفن أوكال لصحف محلية إن كيبلاغات تعرض لطعنة بالسكين في رقبته.